# Genlisea roraimensis
Genlisea roraimensis är en tätörtsväxtart som beskrevs av Nicholas Edward Brown. Genlisea roraimensis ingår i släktet Genlisea och familjen tätörtsväxter. Inga underarter finns listade i Catalogue of Life.